# Bislicher Insel
Bislicher Insel est une réserve naturelle allemande située sur le bord du Rhin dans l'Arrondissement de Wesel et est l'un des rares lit majeur restant en Allemagne. En allemand, « Insel » signifie « île », mais géographiquement parlant, ce n’est pas une île. La superficie totale de Bislicher Insel est de 12 km2, dont 10,53 km2 sont désignés comme réserve naturelle.

Bislicher Insel
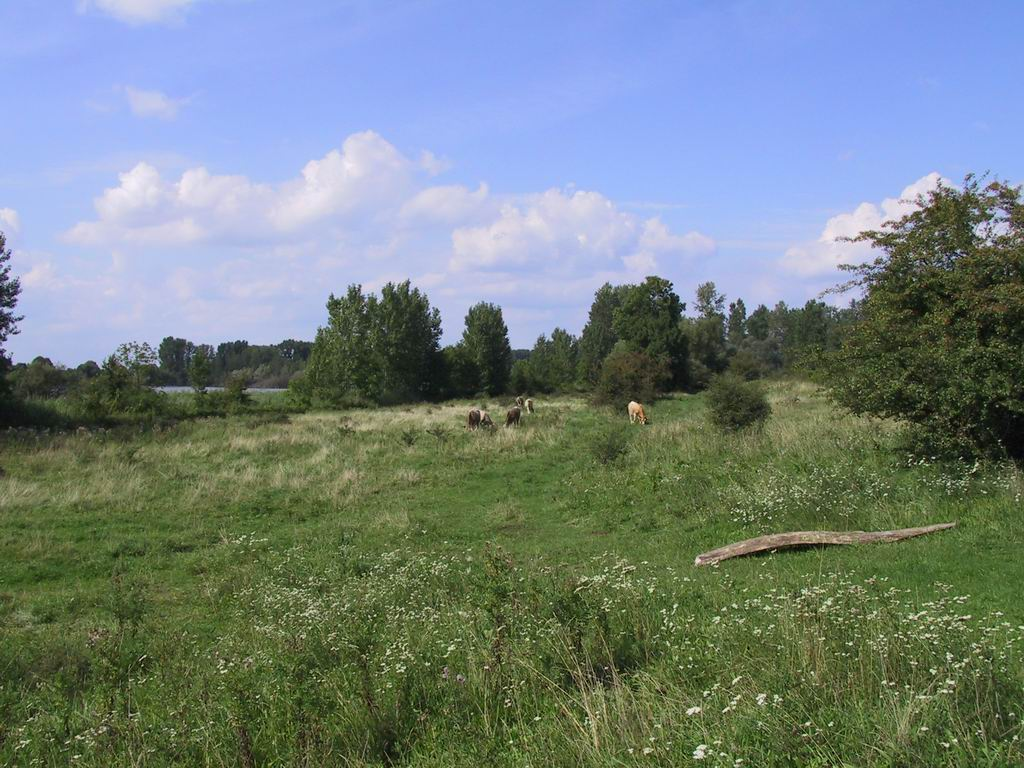
Le paysage de Bislicher Insel.
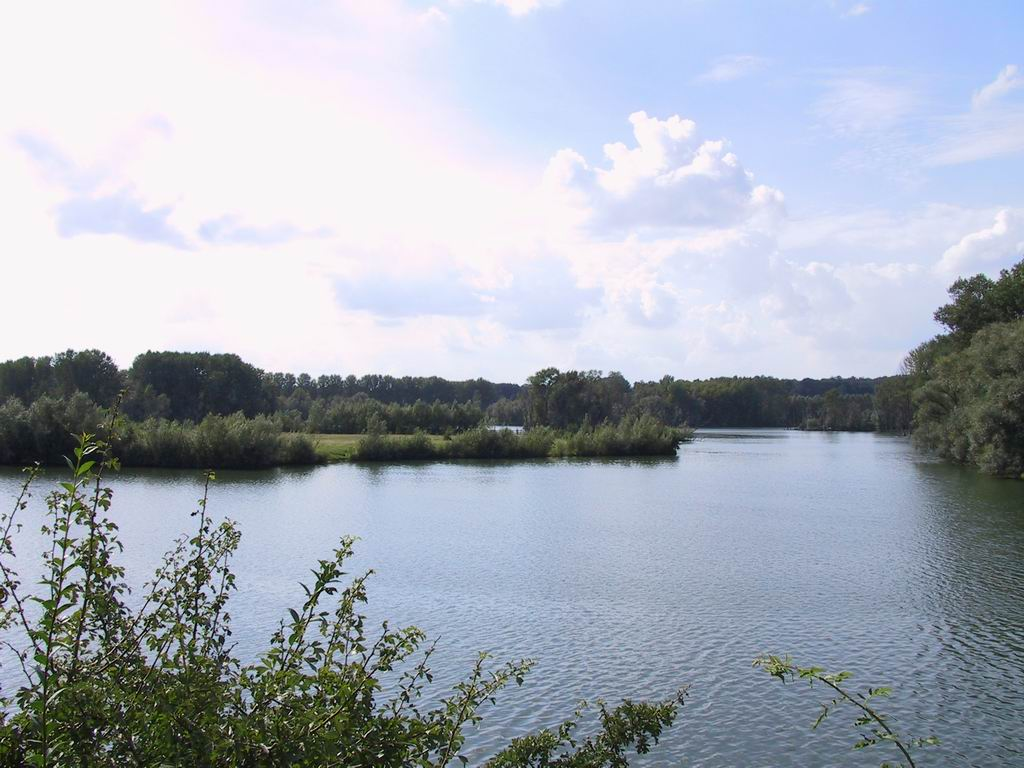
Un bras du Vieux Rhin.
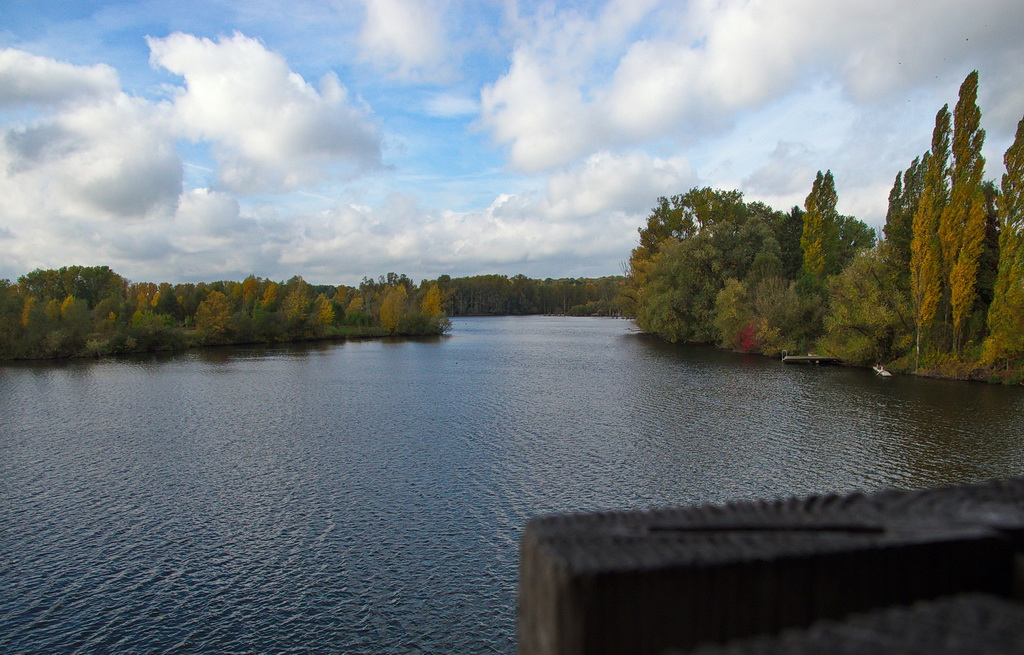
Vue depuis la 3e cabine d'observation.
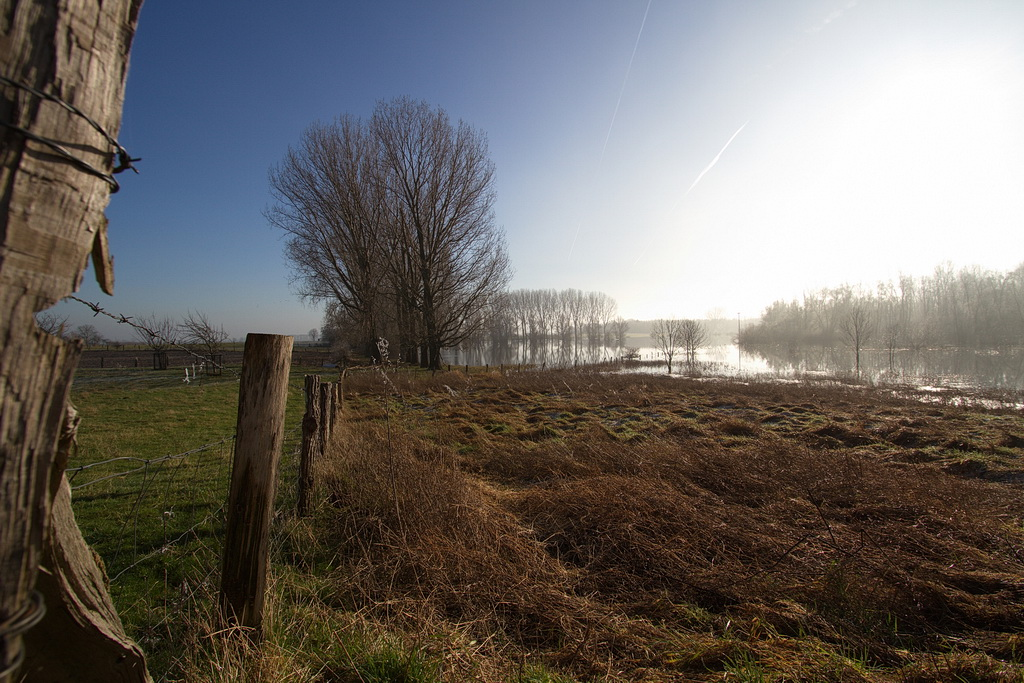
Vue du paysage.
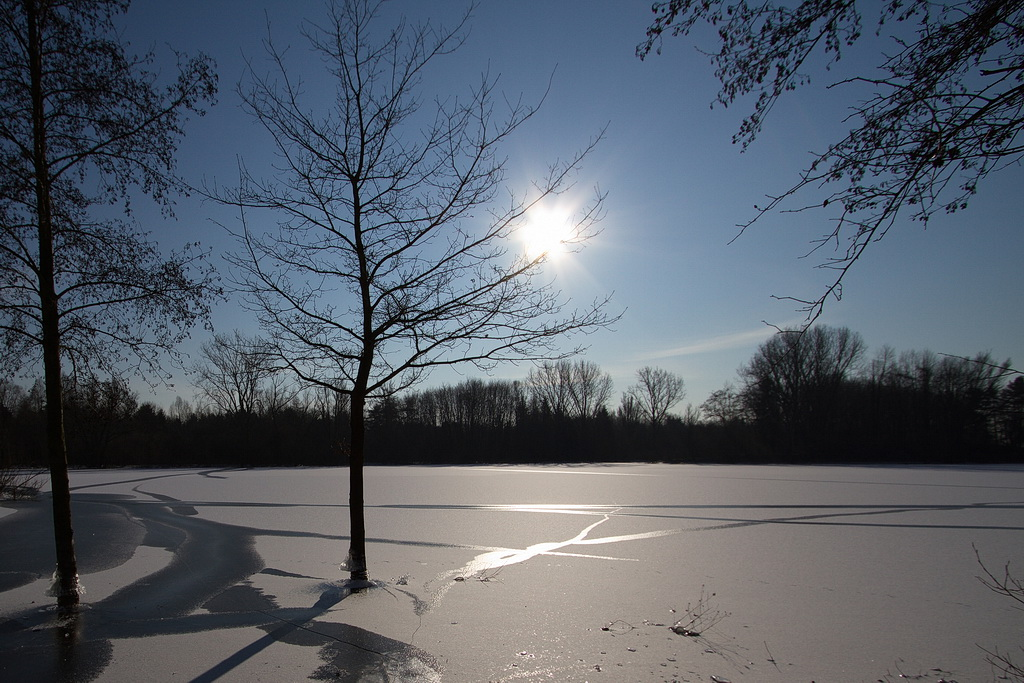
Vue depuis la 2e cabine d'observation en hiver.
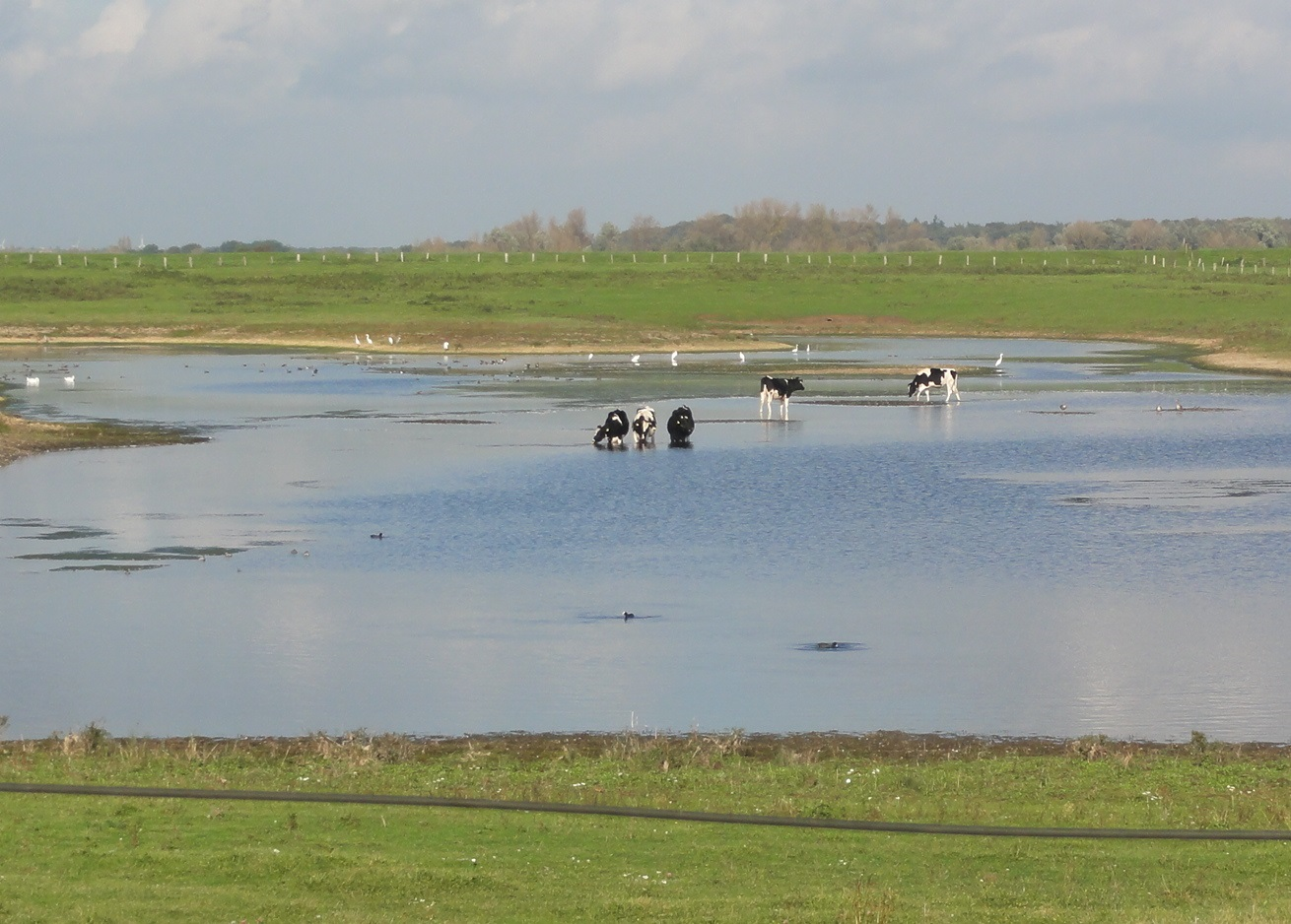
Vue.

## Histoire
Bislicher Insel a été créée par des changements survenus au cours du Rhin. À l'époque romaine, à côté de l'actuelle Bislich, il y avait une île dans le Rhin, entourée au sud par un méandre et au nord, par le Rhin. Plus tard, le lit de la rivière s'est déplacé de plus en plus vers le sud et a déplacé la ville de Birten à plusieurs reprises jusqu'à il y a environ 2 siècles. Aujourd'hui, elle se trouve entièrement dans la zone de l'actuel Vieux Rhin de Xanten.

Le Rhin coulait à travers ce qui est aujourd'hui le bras du Vieux Rhin. La zone de l'actuelle Bislicher Insel a ensuite été créée grâce à des mesures d'ingénierie hydraulique. Le bras du Vieux Rhin est devenu un affluent. 

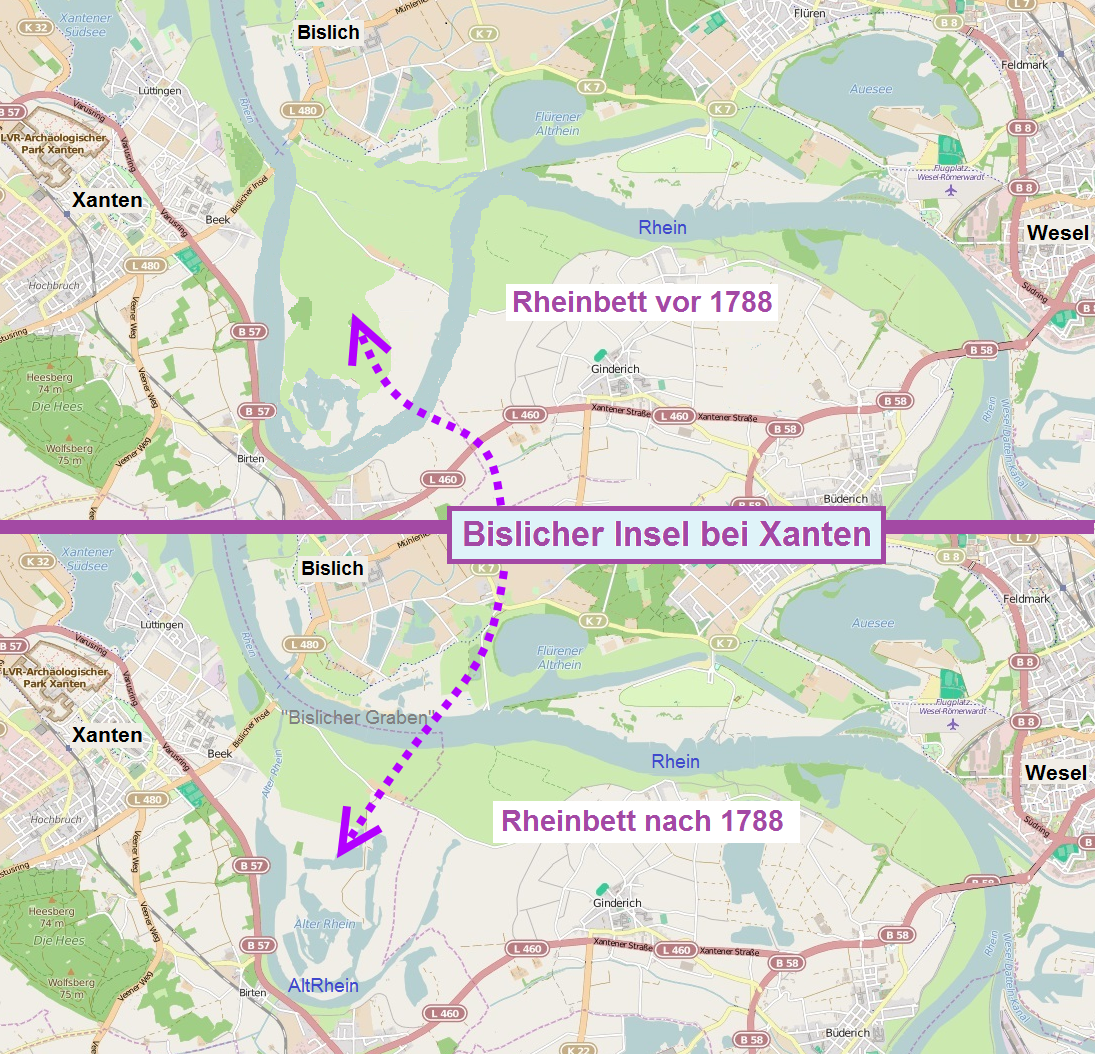
Bislicher Insel avant et après la régulation du Rhin en 1788.

 En raison du long détour, Frédéric le Grand fit redresser le Rhin en 1788 à travers le Bislicher Graben, qui correspond à peu près au cours du Rhin actuel. Grâce à cette intervention humaine, l'ancien bras principal du Rhin est devenu un bras tranquille du Rhin (au pied de la colline devant Birten), qui n'est aujourd'hui relié au Rhin que par le fossé « Göt » ou lors des inondations. Bislicher Insel est une plaine inondable.
En 1982, l'Association communale de la Ruhr a commencé à acquérir une partie de Bislicher Insel. L’objectif était alors de protéger et de préserver ce territoire. En conséquence, un terrain de loisirs a été fermé et de nouvelles zones d'eau ont été créées artificiellement à la place. Le cœur de la réserve naturelle s'étend sur plus de cinq kilomètres et abrite une large gamme de plantes aquatiques et riveraines ainsi que des forêts de résineux. Les zones inférieureses sont des prairies inondables, tandis que sur les rives du Rhin, diverses forêts de saules, de frênes et d'ormes contribuent à la diversité du site. Le nombre de Nymphoides peltata à Bislicher Insel est considéré comme le plus élevé de Rhénanie du Nord-Westphalie.
Lors de la crue du Rhin en mai 1983, l'écluse et la digue de Bislicher Insel ont été détruits.

Quelques oiseaux observés à Bislicher Insel
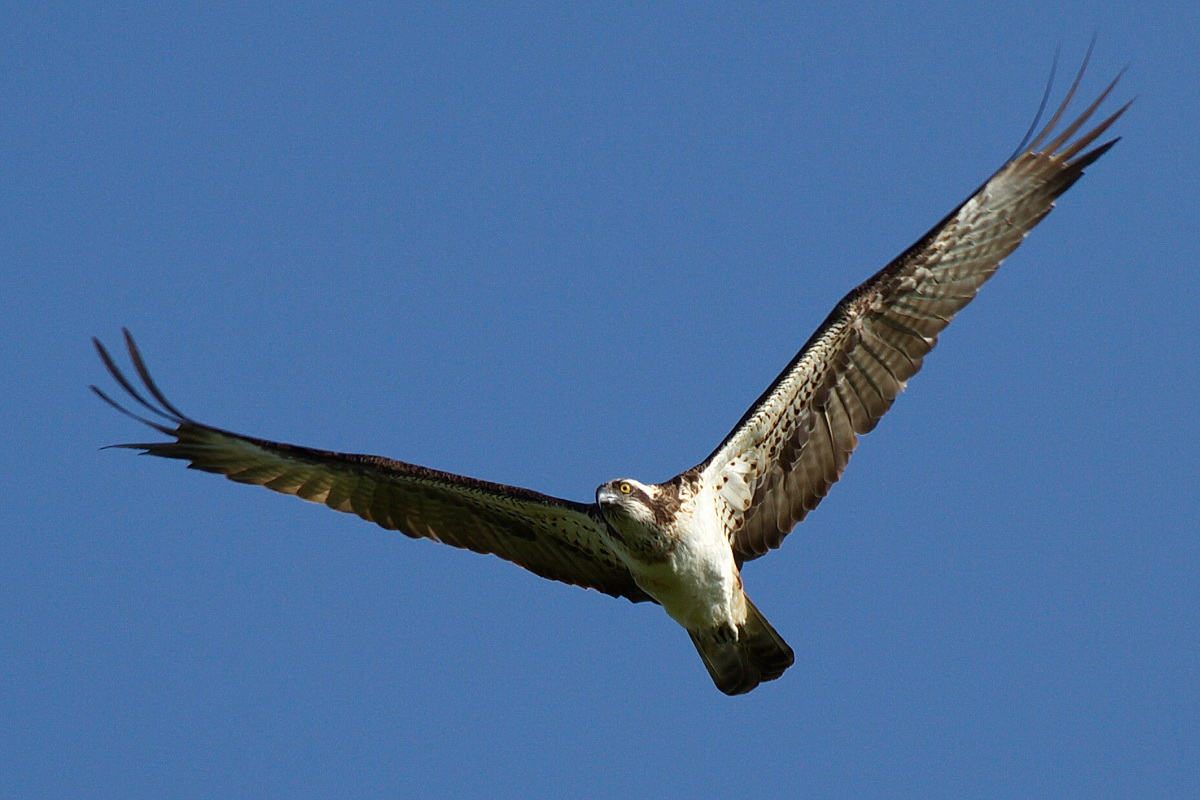
Un Balbuzard.
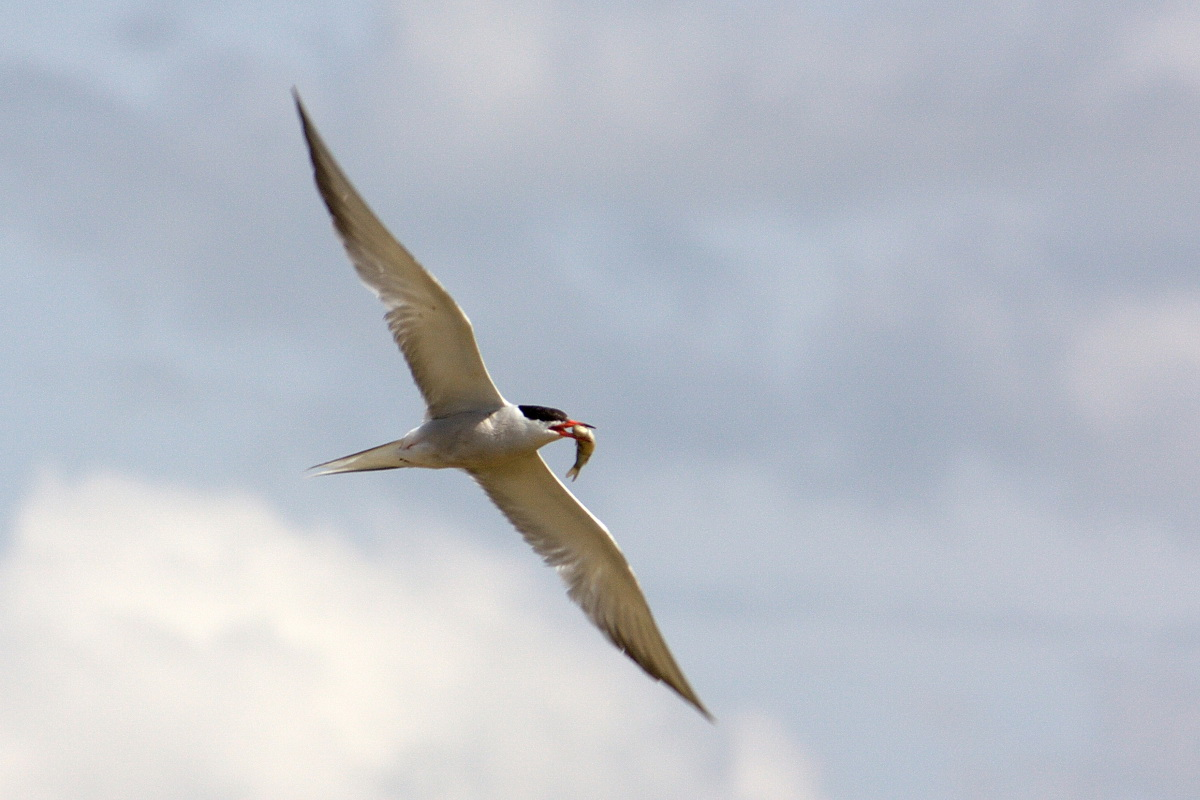
Sterne pierregarinportant dans son bec des poissons.
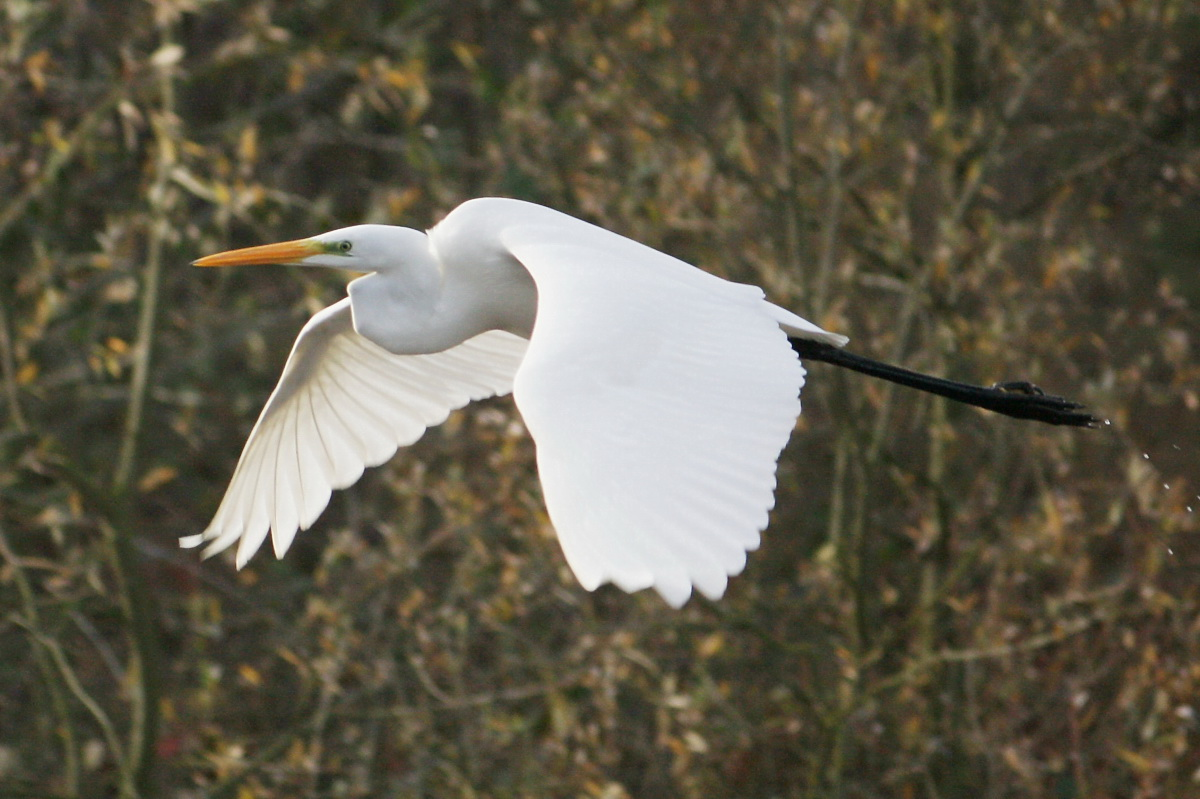
Une Grande Aigrette en vol.
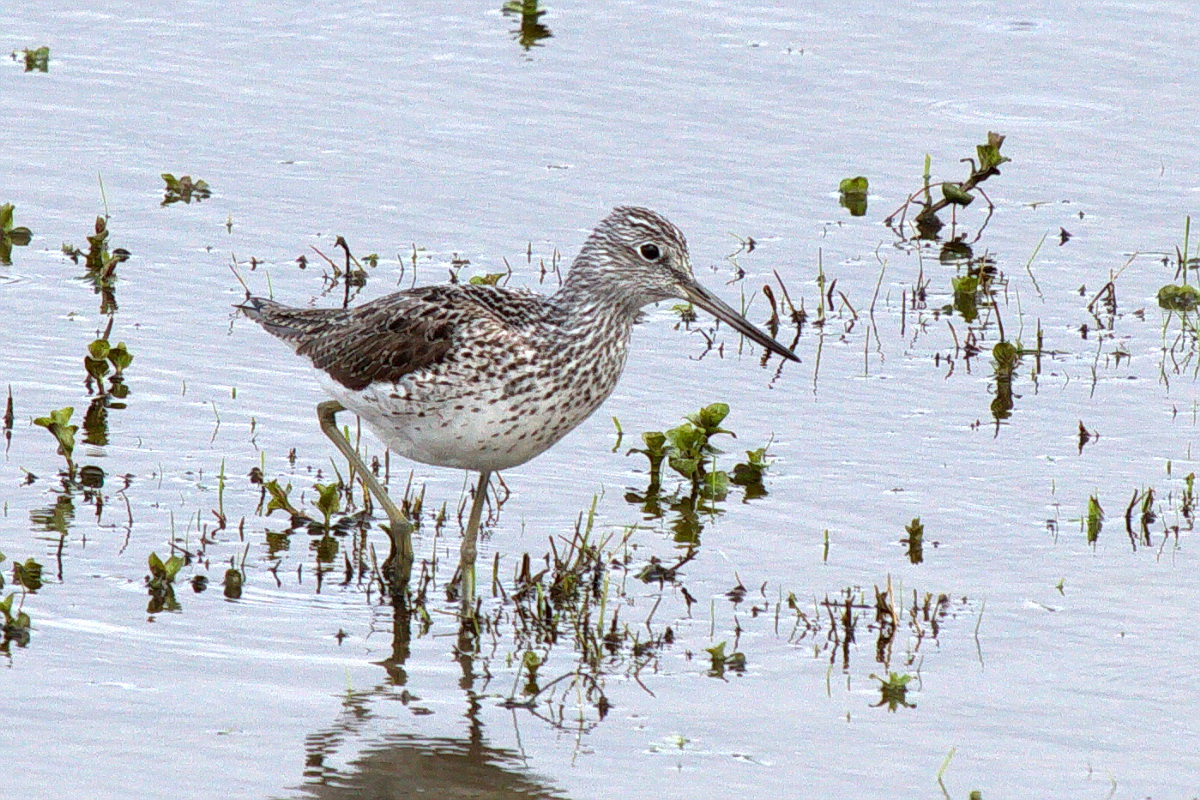
Un Chevalier aboyeur.
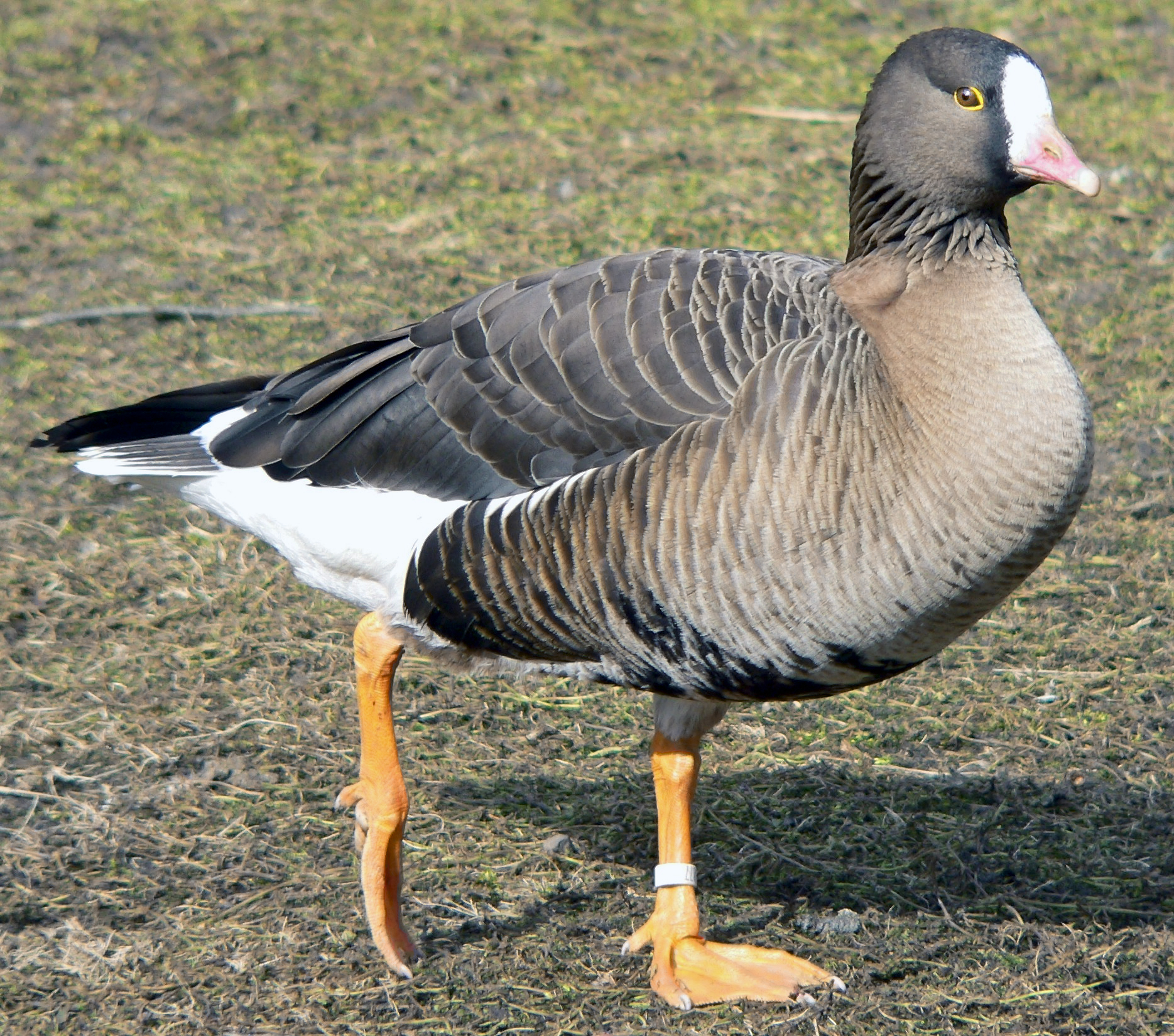
La rare Oie naine hiverne à Bislicher Insel.
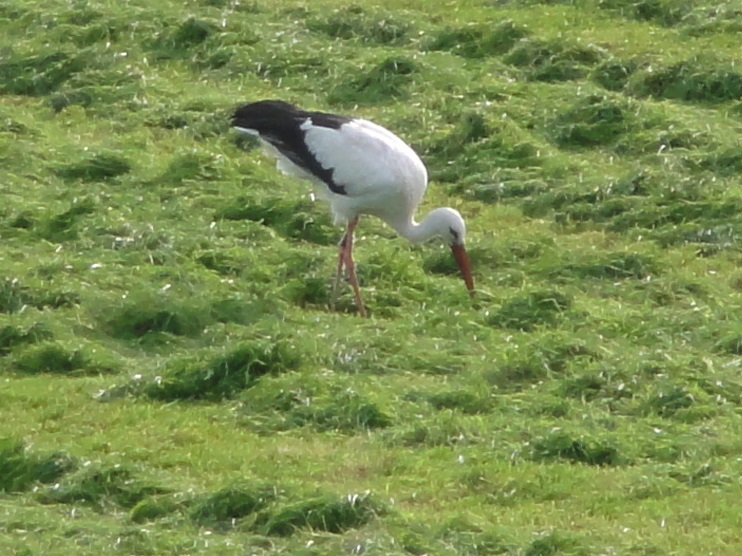
Une Cigogne blanche.

## Faune de la réserve naturelle
Bislicher Insel est une réserve particulièrement importante pour les oiseaux qui vivent en zones humides. De plus, diverses espèces rares de papillons et d’escargots peuvent également y être observées. Un troupeau de buffles d'eau s'y est installé.

### Espèces d'oiseaux
Outre les 20 000 à 30 000 oies sauvages de l'Arctique (principalement des Oies cendrées, des Oies des moissons et des Oies rieuses), des espèces rares et menacées hivernent et nichent ici. Par exemple, la plus grande colonie de Grands Cormorans de Rhénanie du Nord-Westphalie se trouve sur Bislicher Insel. Des Ouettes d'Égypte, des Bernaches du Canada, des Tadornes de Belon et des Oies naines se sont également installés sur Bislicher Insel. Des Cigognes blanches et des hérons peuvent également y être observés.
À partir de l'an 2000, des Cigognes blanches ont été aperçues à plusieurs reprises et trois sites de reproduction ont été aménagés. Depuis 2005, jusqu'à trois couples de cigognes se reproduisent chaque année sur le site, et d'autres cigognes nichent dans la région. Avant la migration automnale, jusqu'à une vingtaine de cigognes se rassemblent parfois dans les prairies du site.
En 2020, avec dix à quinze couples reproducteurs du site, la première observation de Spatules blanches se reproduisant en Allemagne intérieure a été réalisée.
Il est interdit de circuler en voiture dans la réserve naturelle, de monter à cheval et de nager afin de protéger ces animaux. En été, la réserve naturelle sert également de pâturage.

### Espèces de poissons
Les eaux de Bislicher Insel abritent une population d'espèces de poissons très diversifiée. Dans le cadre d'une enquête menée en 1998, il a été observé, entre autres, carpes, anguilles, sandres, brochets, brèmes, grémilles, perches, gardons, et plus rarement aussi rotengles, Épinoche à trois épines, Épinoche à neuf épines, loches, carassins, Brèmes bordelières et tanches.
La population de poissons est menacée pendant la période estivale en raison de la faible profondeur de l'eau et de sa teneur élevée en nutriments (hypertrophie), qui créent des conditions défavorables en oxygène dans l'eau. Cependant, des crues régulières à l'embouchure du canal assurent des migrations de poissons en provenance du Rhin.